# Museo naturalistico del Roero

Il museo naturalistico del Roero è il più importante del settore nella zona. È situato a Vezza d'Alba, in provincia di Cuneo.

## Storia
Il museo è nato all'inizio degli  anni ottanta, nella scuola elementare di Vezza d'Alba per una chiara scelta di metodo di alcuni insegnanti: accostare i bambini allo studio dell'ambiente mediante l'osservazione della realtà del mondo che ci circonda, abituandoli a raccogliere, studiare e conservare gli elementi più significativi. Così, un reperto dopo l'altro, si è naturalmente formata una prima collezione di fossili e di piccoli animali che si è via via arricchita di nuovi reperti.
Alla fine dell'anno 1999 la scuola ha concordato con l'amministrazione comunale la trasformazione da Museo scolastico a Museo civico, continuando a curarne la gestione con il Gruppo cultura-turismo.

## Sistemazione
Il museo è composto dalla sala geologica e dalla sala naturalistica.

### Sala geologica
Predisposta dal professor Oreste Cavallo, presenta la stratigrafia del suolo del Roero e le ere geologiche di formazione.
I fossili, rinvenuti in territorio vezzese, sono esposti in due vetrine.
Il Museo arti e mestieri di Cisterna d'Asti ha contribuito ad arricchire la collezione di fossili donando importanti reperti: una concrezione di conchiglie fossili ed un prezioso esemplare di legno fossilizzato.
La formazione gessoso-solfifera tipica del Roero è presentata su un pannello indicante l'utilizzo del gesso nella passata vita locale.

### Sala naturalistica
Presenta sette vetrine che riproducono, con l'allestimento di diorami, gli ambienti significativi del Roero.

#### Il bosco umido
Presente lungo i corsi d'acqua del fondovalle, accoglie, fra salici, pioppi, farnie e ontani, la gazza, il succiacapre, la beccaccia, il porciglione, il fringuello, il codibugnolo, la cutrettola, la cincia bigia e la cinciarella.

#### Il bosco secco
Caratterizza la sommità dei bricchi. Fra pini silvestri, roverelle e acacie, nidificano l'allocco, la ghiandaia, il rigogolo, il frosone, i picchi, la cinciallegra e vi si nascondono lo scoiattolo, il ghiro e il moscardino.

#### Le rocche
Misteriose e inaccessibili, ospitano l'astore, la cesena, i tordi, la pernice, il regolo, il riccio, la donnola, la lepre, il tasso e il cinghiale.

#### Le peschiere
Zone umide inserite in un ambiente siccitoso, permettono la sopravvivenza della carpa, della tinca, dell'airone, della gallinella d'acqua, della beccaccia, del nibbio e del biacco.

#### Il Tanaro
Divide il Roero dalle Langhe, con canneti e gore offre un rifugio sicuro a gabbiani, germani, folaghe, martin pescatore e falchi di palude.

#### I ruderali
Di questa classe fanno parte il barbagianni, la civetta, lo sparviero, il rondone, il passero, lo scricciolo, il merlo e la rondine. Si nascondono fra gli anfratti e le rovine di torri e case abbandonate, invase da arbusti e rampicanti.

#### I coltivi
Estesi sui versanti soleggiati nelle valli fra vigneti, frutteti e campi di cereali, si possono incontrare la cornacchia, il cardellino, il pettirosso, la tortora, il fagiano, la ballerina bianca, la volpe e la poiana.

## I nidi
Sono inoltre presenti i nidi dei principali uccelli nidificanti nel Roero, distribuiti in due spaziose vetrine. Vicino ad ogni nido è collocato l'esemplare individuale e in coppia.

## Insetti
È in fase di allestimento la raccolta entomologica.